# Vanda kyrkliga samfällighet
Vanda kyrkliga samfällighet (finska: Vantaan seurakuntayhtymä) är en luthersk kyrklig samfällighet i Vanda, Finland, som tillhör Evangelisk-lutherska kyrkan i Finland. Samfälligheten består av sex finsktalande församlingar och en svensktalande församling. Hela samfälligheten hade 118 718 medlemmar vid slutet av 2022, vilket motsvarade 48,9 % av Vandas befolkning.
Alla sju församlingar inom Vanda kyrkliga samfällighet är verksamhetsmässigt självständiga, och varje församling leds av kyrkoherden i samarbete med församlingsrådet. Samfälligheten, som är en juridisk enhet, ansvarar för ekonomi, fastigheter och gemensamma tjänster. Det högsta beslutande organet i samfälligheten är Gemensamma kyrkofullmäktige.

Vanda kyrkliga samfällighets läge i Finland.

De finskspråkiga församlingarna inom samfälligheten tillhör Helsingfors stift, medan Vanda svenska församling tillhör Borgå stift.

## Församlingar
Följande församlingar bildar Vanda kyrkliga samfällighet:

### Svenskspråkiga församlingar
- Vanda svenska församling

### Finskspråkiga församlingar
- Dickursby församling
- Håkansböle församling
- Korso församling
- Räckhals församling
- Tavastby församling
- Vandaforsens församling

## Kyrkor och kapell
Vanda kyrkliga samfällighet äger och förvaltar 12 lutherska kyrkobyggnader i Vanda:
- Helsinge kyrka S:t Lars
- S:t Lars kapell
- Dickursby kyrka
- Myrbacka kyrka
- Håkansböle kyrka
- Tavastby kyrka
- Kivistö kyrka
- Korso kyrka
- Västerkulla kyrka
- Räckhals kyrka S:t Andreas
- Rödsand kapell
- Sjöskog kapell